# La Mial
La Mial är en ort i Mexiko.   Den ligger i kommunen San Pedro Tlaquepaque och delstaten Jalisco, i den centrala delen av landet, 400 km väster om huvudstaden Mexico City. La Mial ligger 1 536 meter över havet och antalet invånare är 206.
Terrängen runt La Mial är platt söderut, men norrut är den kuperad. Runt La Mial är det mycket tätbefolkat, med 2 345 invånare per kvadratkilometer. Närmaste större samhälle är Guadalajara, 15,1 km nordväst om La Mial. Trakten runt La Mial består till största delen av jordbruksmark.